# Mezővelkér
Mezővelkér (románul: Răzoare) falu Romániában, Maros megyében.

## Története
Mezőméhes község része. A trianoni békeszerződésig Torda-Aranyos vármegye Marosludasi járásához tartozott.

## Népessége
2002-ben 694 lakosa volt, ebből 672 román, 21 cigány és 1 magyar nemzetiségű.

## Vallások
A falu lakói közül 626-an ortodox hitűek.